# Граф Каслхейвен
Граф Каслхейвен (англ. Earl of Castlehaven) — ирландский аристократический титул, созданный в 1616 году для английского аристократа Джорджа Туше, 11-го барона Одли и 8-го барона Туше. Вместе с ним был создан титул барона Одли из Орье. 2-й граф в 1631 году был казнён за содомию и изнасилование жены, его английские титулы были конфискованы, но ирландские перешли к его сыну как неотъемлемое имущество. Туше носили графский титул до 1777 года, когда умер бездетным 8-й граф Каслхейвен. После этого титул вернулся короне, так как он не может переходить по женской линии.

## Носители титула
- Джордж Туше, 11-й барон Одли, 8-й барон Туше, 1-й граф Каслхейвен (1551—1617)[2];
- Мервин Туше, 2-й граф Каслхейвен (1593—1631)[3];
- Джеймс Туше, 3-й граф Каслхейвен (около 1617—1684)[4];
- Мервин Туше, 4-й граф Каслхейвен (умер в 1686)[5];
- Джеймс Туше, 5-й граф Каслхейвен (умер в 1700)[6];
- Джеймс Туше, 6-й граф Каслхейвен (умер в 1740)[7];
- Джеймс Туше, 7-й граф Каслхейвен (1723—1769)[8];
- Джон Туше, 8-й граф Каслхейвен (1724—1777)[9].